# 경성크리처 시즌2
《경성크리처 시즌2》(영어: Gyeongseong Creature)는 넷플릭스에서 2024년 9월 27일 방영 예정인 대한민국의 스릴러, 호러, 액션, 괴수 드라마이다.

## 기획의도
2024년의 서울 한복판에서 장태상과 모든 것들이 닮았던 장호재와 경성의 봄에 살아난 윤채옥을 만나면서 끝나지 않던 경성의 인연과 운명처럼 악연을 파헤친다

## 제작진

### 연출
- 정동윤

### 극본
- 강은경

## 출연진

### 주요 인물
- 박서준 : 장태상 / 장호재 역
- 한소희 : 윤채옥 역 - 코드네임 은제비, 나 사장이 받은 사건 의뢰를 주로 받아 활동한다. 승조와 마찬가지로 모계 나진감염자
- 이무생 : 쿠로코 대장 역 - 코드네임 쿠로코 01, 지오의 친동생
- 배현성 : 승조 역 - 이시카와와 명자(아키코) 사이에서 태어난 아이, 나진에 감염된 채로 태어났다.
- 수현 : 마에다 유키코 역 - 전승제약의 창립자

### 주변 인물
- 박성근 : 신지오 역 - 전승제약 회장, 가토의 자손
- 허준석 : 권용길 역 - 권준택의 손자, 할아버지에게 물려받은 부강상사를 호재와 운영하고 있다.
- 김혜화 : 나 사장 역 - 아울바 사장, 채옥과 긴밀한 관계에 있다. 주로 의뢰인들에게 받은 사건을 채옥에게 건네는 인물
- 이성욱 : 여명준 역 - 종로서 강력계 반장
- 한동희 : 노지수 역 - 종로서 수사2팀 형사, 명준의 후배

### 그 외 인물
- 성노진 : 오 씨 역 - 의뢰인, 오기훈의 아버지
- 이서준 : 오기훈 역 - 승조에게 제거당한 이탈자들 중 한 명
- 오동민 : 박 형사 역 - 종로서 강력2팀 형사
- 박혜진 : 안테나1 역 - 평소 흥신소 일을 맡아하는 부강상사의 정보통 역할을 하는 노인
- 박태인 : 안종혁 역 - 안테나1 노인의 손자, 전승제약 멀티지원팀 직원, 후천성 소아마비, 실험체 71호
- 손숙 : 노부인 역 - 오랜시간 마에다의 최측근에서 그녀를 모셨던 집사
- 김강민 : 쿠로코 04 역
- 공현지 : 쿠로코 대장의 여동생 역 - 사고로 인한 하반신 마비

### 특별 출연
- 위하준 : 권준택 역
- 최영준 : 가토 중좌 역 - 전승제약 선대 회장
- 김해숙 : 나월댁 역 - 금옥당 집사
- 박지환 : 구갑평 역 - 금옥당 계산원
- 안지호 : 박범오 역 - 금옥당 보조
- 옥자연 : 나영춘 역 - 월광바 사장
- 남명렬 : 허 씨 역 - 경성 삼거리 양복점 주인
- 전광진 : 박 씨 역 - 인력거꾼
- 임기홍 : 화교 왕 씨 역